# Come & Get It (canción de Selena Gomez)
«Come & Get It» es una canción de la cantante estadounidense Selena Gomez, incluida en su primer álbum de estudio como solista, Stars Dance, lanzado el 23 de julio de 2013. Fue compuesta por Ester Dean, Tor Erik Hermansen y Mikkel S. Eriksen; y producida por Stargate. Se lanzó bajo el sello Hollywood Records como el primer sencillo del álbum el 9 de abril de 2013.
En Estados Unidos alcanzó la posición número 6 de la lista Billboard Hot 100 y se convirtió en la canción mejor posicionada de Gomez hasta entonces en esa lista. También ingresó a las listas de países como Austria, Canadá, Dinamarca, Eslovaquia, Francia, Noruega, Nueva Zelanda, Países Bajos, República Checa y Suiza. Debido a su buen recibimiento comercial, obtuvo múltiples discos de platino y oro en países como Australia, Canadá, Dinamarca, Estados Unidos, Noruega y Nueva Zelanda. La canción encontró una recepción variada entre la crítica; Kyle Anderson de Entertainment Weekly la describió como «fácil y fresca», mientras que Bradley Stern de MuuMuse.com dijo que era «bastante monótona». Asimismo, varios críticos notaron la influencia de Rihanna en el tema.
Para su promoción, se filmó un vídeo musical dirigido por Anthony Mandler, el cual se estrenó el 7 de mayo de 2013 a través de MTV y en la cuenta VEVO de la intérprete en YouTube. Lars Brandle de la revista Billboard dijo que Gomez se ve en él como una «confiada y atrevida artista pop». Asimismo, el vídeo ganó el premio a mejor vídeo pop en los MTV Video Music Awards de 2013, categoría en la que competía con «Locked Out of Heaven» de Bruno Mars, «Mirrors» de Justin Timberlake, «Carry On» de Fun y «We Can't Stop» de Miley Cyrus. Este fue el primer premio obtenido por Gomez en dicha ceremonia. La intérprete la cantó en diversos eventos, entre los que resaltó su presentación en los MTV Movie Awards de 2013, que recibió críticas positivas, aunque también dio lugar a la controversia por llevar un bindi en varias de sus actuaciones.

## Antecedentes y lanzamiento
«Come & Get It» es el primer sencillo que se publicó de Selena Gomez como artista en solitario, después de que la cantante anunciase su separación temporal del grupo de acompañamiento con la que la propia artista se había acreditado hasta entonces en su carrera musical, Selena Gomez & the Scene. La cantante ya había grabado anteriormente como artista solista la canción «Magic» para Disney en 2009. Antes de editar Stars Dance —de donde se extrajo el sencillo «Come & Get It»—, Gomez ya había publicado tres álbumes de estudio junto a su banda de acompañamiento entre 2009 y 2011. El último de los sencillos acreditado a Selena Gomez & the Scene —y previo a «Come & Get It»— se había publicado en 2012, titulado «Hit the Lights».

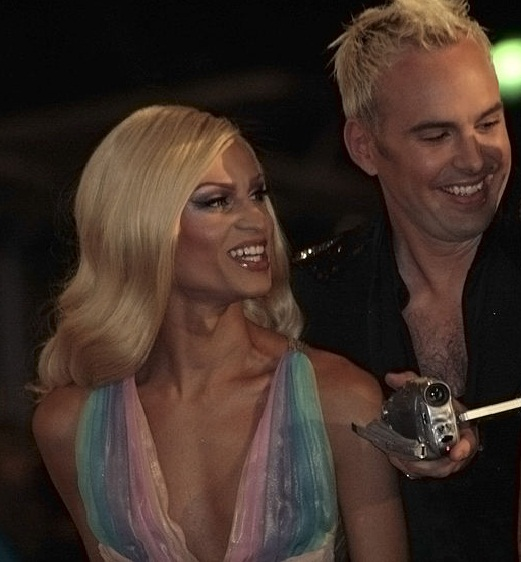
Phillipe Blond (izquierda) y David Blond (derecha) diseñaron el vestuario y las prendas utilizadas por Gomez en la portada del sencillo.

El 5 de marzo de 2013, se filtraron fotos de Selena Gomez filmando un vídeo musical. Durante la filmación, se le vio con distintos atuendos de estilo retro, como un conjunto estampado de color verde, un top entrecruzado de color azul y una falda bordada junto a unos lentes de sol. Sin embargo, posteriormente Gomez dijo que las fotos no eran para un vídeo musical, sino para una sesión de fotos. Ese mismo día, Rock Mafia confirmó que estaban mezclando una canción llamada «Love Will Remember». Inicialmente, se rumoreaba que este sería el primer sencillo, sin embargo, en una entrevista para promocionar Spring Breakers, la cantante anunció que el sencillo se llamaría «Come & Get It» y que se lanzaría en abril, a pesar de que en un concierto benéfico para la UNICEF con Selena Gomez & the Scene, su exbanda, comentó que el primer sencillo de su álbum se lanzaría en marzo. Asimismo, también se rumoreaba que el primer sencillo del disco contaría con la participación de Taylor Swift, lo cual Gomez desmintió.
El 25 de marzo, la cantante actualizó la portada de su página oficial de Facebook, así como también su cuenta en Twitter con imágenes de Spring Breakers desgarradas, que dejaban ver por debajo partes de la portada de «Come & Get It». Simultáneamente, al día siguiente actualizó las imágenes de sus redes sociales, revelando otra parte de la portada del sencillo. Finalmente, el 27 de marzo, Gomez anunció que se lanzaría el 8 de abril y reveló la portada oficial. En esta se le puede ver gesticulando una especie de grito, mientras luce una corona de joyas. Todo esto con un fondo de color rojo detrás, en el que se puede apreciar el nombre de la intérprete y la canción. Las prendas y el vestuario usados por la intérprete en la portada fueron diseñados por Phillipe Blond y David Blond, y según ellos, el estilo de Gomez es «de lo que The Blonds se trata. Es atrevido, atractivo y siempre divertido». Según Sam Lansky de Idolator, la portada es una «buena evolución» de la era When the Sun Goes Down. A pesar de que inicialmente se lanzaría el 8 de abril, el 6 de ese mismo mes se filtró en Internet, por lo que Ryan Seacrest la publicó el mismo día en su página oficial. Poco después de que se publicara en el sitio de Seacrest, este colapsó debido a las múltiples visitas que recibió. Finalmente, Hollywood Records la publicó el 9 de abril en los Estados Unidos en formato digital.

## Descripción
Tor Erik Hermansen, Mikkel S. Eriksen y Ester Dean compusieron el tema, mientras que este último también lo produjo junto a Stargate y Dreamlab. Inicialmente, formaría parte del álbum Talk That Talk (2011) de la cantante barbadense Rihanna, sin embargo no fue incluido en el álbum por razones desconocidas. Gomez dijo que con «Come & Get It» quería crear algo «divertido, atrevido y juguetón pero inesperado». También añadió que es «casi tribal» y que sorprendería a las personas de una buena forma. El verso «I love you much / too much to hide you / this love ain't finished yet» —en español: «Te amo mucho / Demasiado para esconderte / Este amor no ha terminado aún»— despertó rumores de que el tema hablaba sobre Justin Bieber, el exnovio de la cantante, sin embargo, esta afirmó que no trata sobre ninguna persona en específico. En una entrevista con Seacrest, Gomez dijo que:

La razón por la que quería que fuera el primer sencillo fue porque irradia, como dije antes, confianza y fuera y eso es algo que estoy dispuesta a compartir con el mundo. Este es el lugar en el que quiero estar y quiero representar algo bueno y ser un buen ejemplo, así que creo que es divertido.

En la misma entrevista, comentó que: «Recuerdo [cuando estaba] grabándola y estando en el estudio y solo pensaba en el lugar en el que estaba y lo que estaba pasando y estaba muy emocionada por eso y quería que fuera el primer sencillo». Según Jocelyn Vena de MTV, el tema combina un ritmo bhangra con una vibra de club y un puente de ensueño. De acuerdo con Jessica Sager de PopCrush, el tema trata sobre un altibajo en una relación y la montaña rusa que relata. De acuerdo con la partitura publicada en Musicnotes, la canción está escrita en la tonalidad de sol menor y el registro vocal de Gomez se extiende desde la misma nota hasta la si bemol mayor.

## Recepción

### Comentarios de la crítica

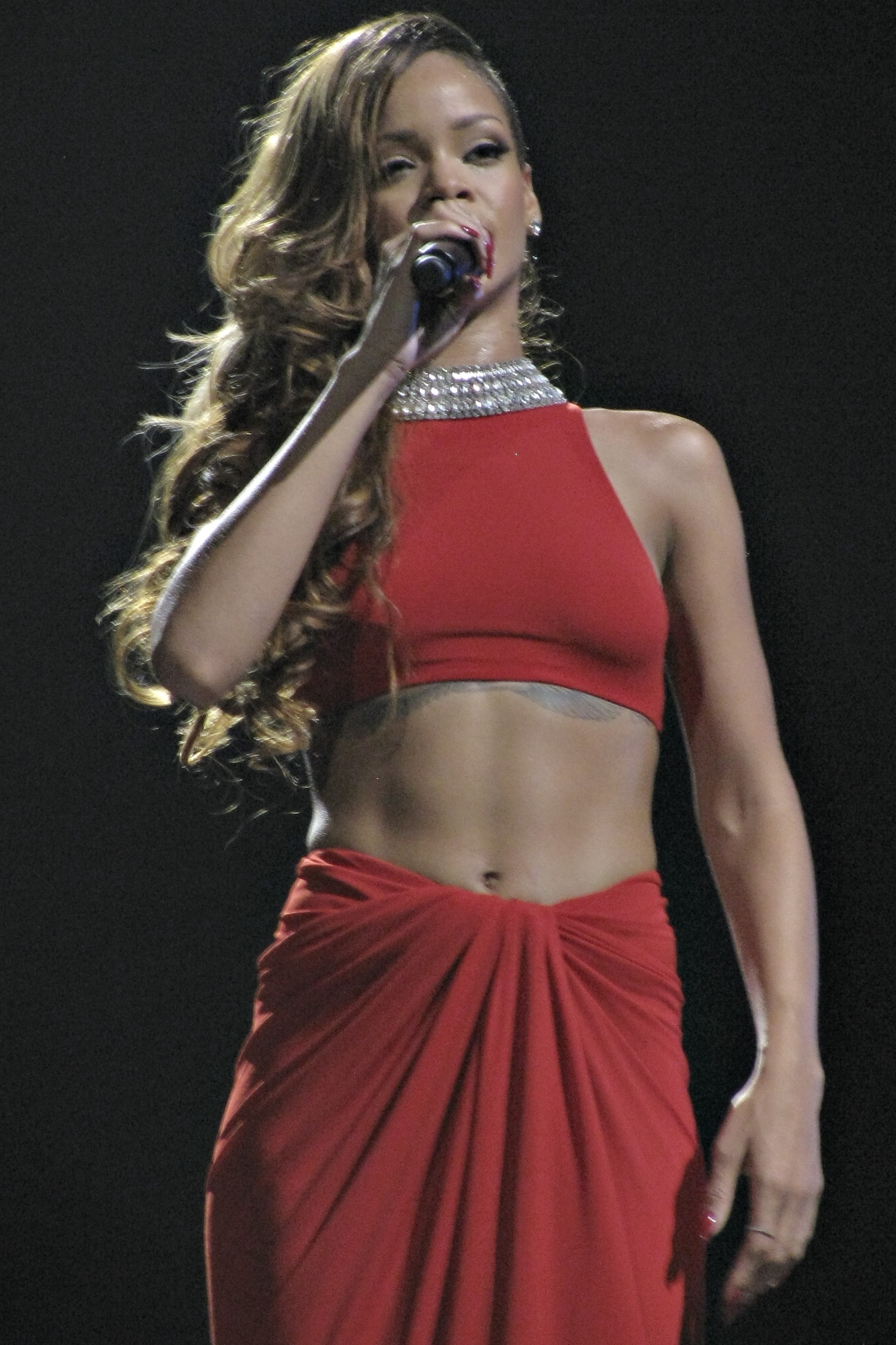
Varios críticos compararon el tema con el estilo isleño de Rihanna.

Kyle Anderson de Entertainment Weekly la describió como «fácil y fresca» y dijo que tiene un toque de reggae. Bradley Stern de Muumuse dijo que es «bastante monótona», sin embargo, añadió que «escucharla repetidamente revela la contagiosidad de la canción: el estribillo, especialmente con ese canto tartamudeado al final es pura bondad pop pegadiza». También, añadió que el verso «This love will be the death of me» —en español: «Este amor será mi muerte»— recuerda al «cielo puro» y notó la influencia de Rihanna en el tema. Simultáneamente, dijo que no es tan instantánea como «Naturally» o «Love You like a Love Song», sin embargo, agregó que «es una melodía mayor». Bill Lamb de About.com dijo que «el gancho isleño está aquí en "Come & Get It", pero el ritmo midtempo pronto induce casi adormecimiento en el oyente. La nueva Selena Gomez adulta simplemente no es muy divertida». Posteriormente dijo que: «Crear un guiso de ritmos de todo el mundo, cantos tribales, ritmos isleños y un brillo tecnológico es una gran idea, pero todo aquí se siente demasiado brillante y realmente no invita al oyente. A pesar de la espera para el reavivamiento del romance en las letras, Selena Gomez ha anulado los rumores de que de alguna forma trata sobre ella y su ex novio Justin Bieber». Finalmente, agregó que:

«Come & Get It» probablemente aumente un número de oyentes. Ese ritmo galopando con tambores indios es contagioso. Sin embargo, no hay profundidad suficiente como para hacer a una canción así de corta consistentemente interesante. El retorno de Selena Gomez es bienvenido, y esperaremos impacientes el álbum completo que seguirá la estela de «Come & Get It», pero esto nos hace disminuir el entusiasmo un poco.

Lamb le otorgó tres estrellas de cinco al tema y también lo comparó con estilo isleño de Rihanna. Jessica Sager de PopCrush dijo que: «Si estabas esperando algo parecido a "Love You like a Love Song" o bailable como "Rule the World", probablemente estarás un poco decepcionado. La canción tiene influencias de EDM en el gancho, pero el ritmo es generalmente midtempo, y ella estaba en lo cierto acerca de las influencias "tribales", hay cantos en el fondo». Para continuar, Sager dijo que: «Sin embargo, la pista es un cambio, y fue un riesgo. Gomez puede ganar nuevos admiradores con la canción, puesto que está bastante lejos de su habitual caja de Disney, y sus leales Selenators probablemente se lo traguen sin problemas. No obstante, los amantes del pop puro, posiblemente quieran seguir con su ex novio». Jenna Hally Rubenstein de MTV le dio una crítica positiva y comentó que: «La canción de Selena abre con un verso exuberante y de ensueño». Luego añadió que: «Este es sin duda un paso adelante en la escala de madurez en comparación con otros sencillos de Selena (esto definitivamente no es "Who Says")».

### Recibimiento comercial
En los Estados Unidos debutó en la posición número 45 de la lista Billboard Hot 100 y en la número 25 del conteo Digital Songs, debido a que vendió 76 000 copias digitales en su primera semana. Luego alcanzó el número 6 en la primera lista y el 5 en la segunda, y en ambas se convirtió en la canción mejor posicionada de Gomez, con o sin Selena Gomez & the Scene y en su primer top 10. Simultáneamente, debutó en la posición número 31 de la lista Pop Songs, lo que lo convirtió en el mejor debut de la semana del 15 de abril de 2013 en dicha lista, superando así a «Here's to Never Growing Up» de Avril Lavigne, que debutó en el número 33. Posteriormente, subió a la posición número 2. En la lista Radio Songs alcanzó el número 6, en Adult Pop Songs llegó a la posición 17 y en Dance/Club Play Songs llegó al número 1, lo que la convirtió en la quinta canción de Gomez que logra esa posición en dicha lista. Asimismo, se convirtió en la décima canción en la historia que logra llegar al número uno en tan solo cinco semanas; el último tema que logró esta hazaña antes de «Come & Get It» fue «Music» de Madonna, en el año 2000. Para mediados de agosto de 2013, el sencillo había alcanzado la cifra de dos millones de ejemplares vendidos solo en los Estados Unidos, lo que lo convirtió en el segundo sencillo de Gomez que logra superar las dos millones de copias vendidas, solo detrás de «Love You like a Love Song», con su banda Selena Gomez & the Scene, que para esa fecha había vendido 2 502 000. Debido a sus ventas, la RIAA le otorgó tres discos de platino. En septiembre de 2013, la revista Billboard la nombró la décima mejor canción del verano. De acuerdo con Billboard, para julio de 2015, el sencillo había vendido 2.5 millones de copias solo en los Estados Unidos.
En Canadá obtuvo el número 6 y en Nueva Zelanda el 14, y en ambos países se convirtió en su sencillo mejor posicionado. En el primero de estos, recibió dos discos de platino por parte de la CRIA, que certifican 160 000 ejemplares vendidos en el territorio, mientras que en Nueva Zelanda la RIANZ le otorgó un disco de oro que certifica 7500 copias vendidas. Por otro lado, en Francia debutó en la posición 150 y posteriormente alcanzó la 34. En los Países Bajos alcanzó el puesto 84, y se convirtió en la primera canción de Gomez que logra ingresar a la lista de dicho país. En Suiza llegó al número 42, mientras que en Dinamarca alcanzó el 34 y en Australia el 46. En los dos últimos alcanzó la certificación de disco de oro, por haber vendido 15 000 y 35 000 ejemplares en los respectivos países. En Austria obtuvo el número 53, en Eslovaquia el 37 y en la República Checa el 22. También ingresó a las listas de la Región Valona de Bélgica y Noruega, en las posiciones 15 y 16, respectivamente. En el último de estos recibió un disco de platino por parte de la IFPI, por haber vendido aproximadamente 10 000 copias. En España llegó al puesto 40 de la lista Spanish Singles Chart, y en México ubicó el número 1 del México Ingles Airplay. En el Reino Unido alcanzó el número 8, mientras que en Irlanda y Escocia obtuvo el puesto número 6. Debido a esto, la BPI le otorgó un certificado de disco de plata, para respaldar sus 200 mil copias vendidas en el territorio británico.

## Vídeo musical
El 29 de abril de 2013, Gomez publicó en su cuenta oficial de Twitter una foto donde se le ve usando un topless mientras está sumergida en agua. Al día siguiente, publicó un teaser de 37 segundos en el que aparece realizando una coreografía y bailando entre telas. MTV transmitió el vídeo musical de la canción por primera vez el 7 de mayo de 2013. El mismo día, Gomez lo publicó en su canal VEVO en Youtube. Anthony Mandler, quien ha trabajado con artistas como Rihanna y Justin Bieber, lo dirigió y este cuenta con una duración de cuatro minutos y cincuenta segundos. El vídeo inicia con una introducción donde se puede ver a Gomez en un campo de tulipanes azules usando un vestido negro y coqueteando con un chico. Luego inicia la canción y aparece bailando en el campo y realizando una coreografía con un grupo de chicas en medio de fuego. Simultáneamente, se le ve danzando con un vestido largo de color blanco. Estas escenas se intercalan hasta que aparece cantando sumergida en el agua. Finalmente, aparece jugando con su vestido en el campo de flores. La intérprete lo describe como el mejor vídeo que ha hecho. Respecto al vestuario utilizado, Gomez comentó: 

He trabajado con mi estilista desde que tengo 15 años, y cuando Anthony se unió al equipo realmente apoyó [la idea] de que yo tenga un poco más de control con eso cuando se trata sobre moda [...] Y ese vestido negro fue realmente un vestido de último minuto porque yo quería que fuera un poco más de manga larga. Pero con el campo, los ajustes y todo, Mandler quería que fuera un poco más sensual. Lo obtuve: Es un hermoso vestido y definitivamente amo el pop en mi cabello.

El vídeo recibió comentarios positivos por parte de los críticos. Lars Brandle de la revista Billboard dijo que en él Gomez se ve como una «confiada, atrevida artista pop con un buen manejo de donde quiere estar con su carrera». El sitio BSC Kids dio una crítica sobre el teaser en la que comentó que la intérprete se ve mucho más madura, y añadió que: «Sigo pensando que su camino ha sido el mejor que hemos visto de sus compañeros hasta ahora. Parece que será la Hilary Duff de esta generación y eso es una gran cosa para ser». Cristin Maher de PopCrush dijo que el vídeo recuerda a «Where Have You Been» de Rihanna y «Starships» de Nicki Minaj. A mediados del 2013, los lectores de la revista Billboard eligieron mediante una encuesta a «Come & Get It» como el segundo mejor vídeo del año, solo detrás de «We Can't Stop» de Miley Cyrus. El vídeo recibió el premio a mejor vídeo pop en los MTV Video Music Awards de 2013, categoría en la que competía con «Locked Out of Heaven» de Bruno Mars, «Mirrors» de Justin Timberlake, «Carry On» de Fun y «We Can't Stop» de Miley Cyrus. Para finales del 2013, «Come & Get It» había recibido más de 185 millones de visitas en Youtube, lo que lo convirtió en el noveno vídeo musical más visto del año.

## Presentaciones en directo

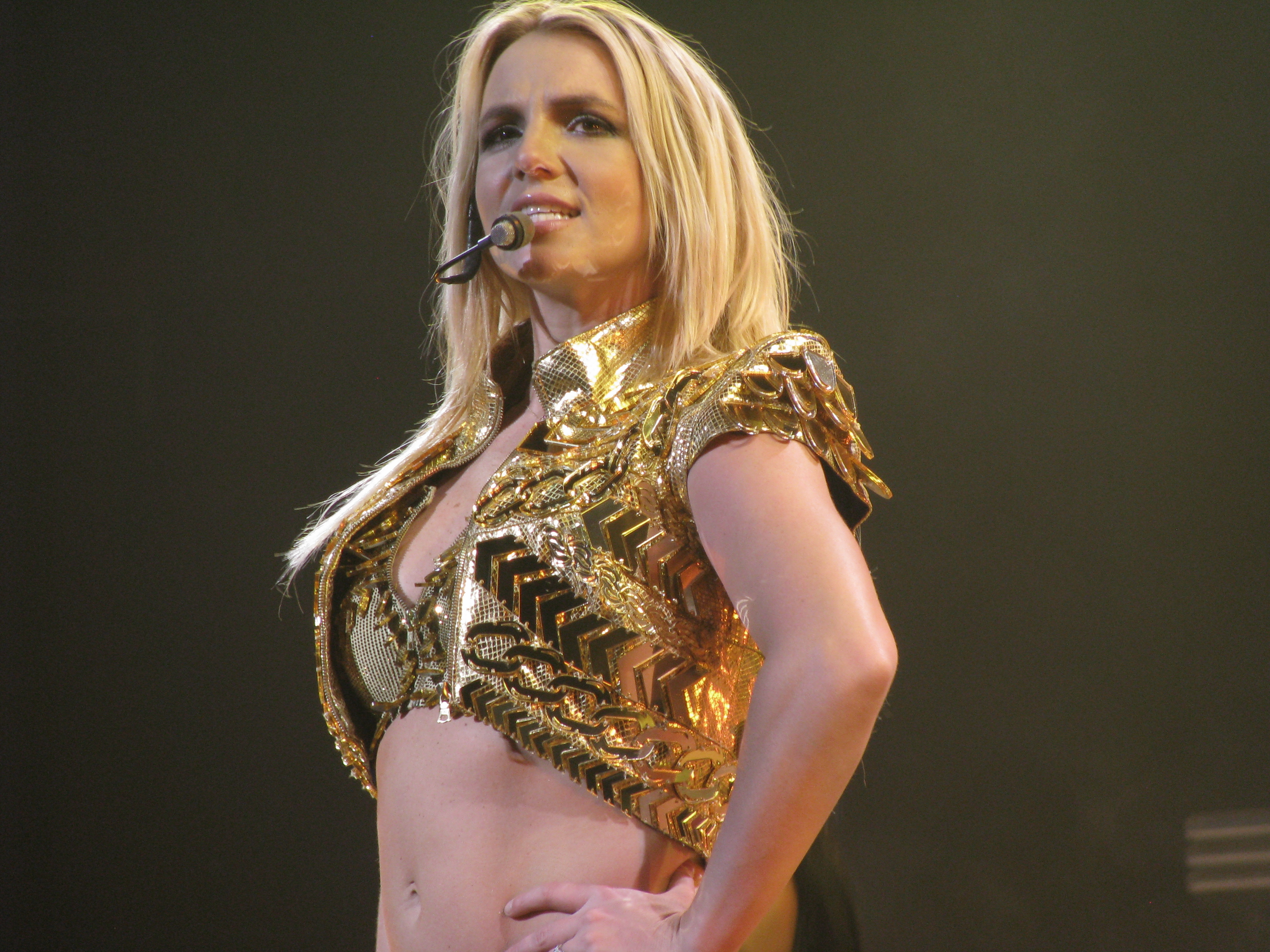
La interpretación de Britney Spears de «I'm a Slave 4 U» en los MTV Video Music Awards 2001 inspiró a la de Gomez en los MTV Movie Awards de 2013.

Gomez la interpretó por primera vez en los MTV Movie Awards, el 14 de abril de 2013. La intérprete dijo que estaba «muy feliz» por esta presentación, y comentó que trataría de hacer cosas que nadie ha visto en ella antes y llevarla «al siguiente nivel». Además, anticipó sobre su inspiración para la presentación:

Mi presentación favorita de cualquiera de los premios MTV sería «Slave 4 U» de Britney. Me encantó. Me pareció que fue súper icónica y que ella [Spears] se adueñó del escenario. La rutina fue impecable. Ella se veía hermosa. Fue un poco cuando tuvo su momento de transición y definitivamente me inspiró para la presentación [que realizaré], sin duda.

Durante su interpretación, usó un vestido de color rojo combinado con accesorios de oro y realizó una coreografía de vientre junto a un grupo de bailarines. Chris Payne de la revista Billboard destacó a la presentación como el momento más memorable de la ceremonia. Asimismo, Britney Spears elogió la presentación en su cuenta de Twitter oficial y dijo que la canción era una de sus favoritas. Por otro lado, otros medios no fueron positivos. Siyana Riley de Celeb Dirty Laundry comentó que «Selena no puede cantar» y que «desafortunadamente, [los productores de] MTV no pensaban en cosas como estas, y decidieron que era más fácil asignar a Selena como la estrella del show en lugar de intentar presentar música buena». El vestuario utilizado por Gomez en dicha presentación atrajo la atención de la Sociedad Universal de Hinduismo, quienes exigieron una disculpa por parte de Gomez, debido a que consideran su traje «insensible». Respecto a esto, el religioso hindú Rajan Zed comentó:

El bindi en la frente es una antigua tradición en el hinduismo y tiene un significado religioso. También se le refiere a veces como el tercer ojo y la llama, y es un símbolo espiritual y propio de la religión. No está destinado a ser lanzado libremente para los efectos seductores o como un accesorio de moda apuntado a la codicia mercantil. Selena debería disculparse y luego debería familiarizarse con los conceptos básicos de las religiones mundiales.

Como respuesta, Gomez dijo que su objetivo era solo «traducir» la sensación de la canción, y añadió que se estaba tomando su tiempo para estudiar la cultura hindú, la cual describió como «hermosa». El 15 del mismo mes, Gomez asistió al programa The Ellen DeGeneres Show para una entrevista y cantó el tema. Al día siguiente, lo presentó en el programa Dancing with the Stars con un vestuario y una coreografía similar a la de su presentación en los MTV Movie Awards. El 24 de abril la cantó en The Late Show with David Letterman con un vestido negro ajustado, botas hasta la rodilla y nuevamente un bindi en la frente. Al día siguiente, presentó el tema junto a «Love You like a Love Song» en el evento MTV Upfronts, celebrado en el Beacon Theatre (Nueva York). El 27 de abril, la interpretó con un vestido de color azul en los Radio Disney Music Awards, donde también fue presentadora y obtuvo el galardón de mejor artista femenina. Gomez la cantó nuevamente en los Billboard Music Awards de 2013, celebrados el 19 de mayo del mismo año. El 26 del mismo mes la presentó en el programa británico The Graham Norton Show, donde utilizó un vestuario de color negro. El 29 de junio lo interpretó junto a «Slow Down» en el evento de Macy's para celebrar el 4 de julio. El 23 de julio, el mismo día del lanzamiento de Stars Dance, Walmart Soundcheck publicó una entrevista con la intérprete, donde cantó «Come & Get It» junto a otras canciones de sus álbumes anteriores con Selena Gomez & the Scene, como «Hit the Lights», «Who Says», «Love You like a Love Song» y «Naturally». El 25 del mismo mes, cantó en la serie de conciertos iHeartRadio Coca-Cola Summer temas como «Save the Day», «Birthday», «Love You like a Love Song», «Come & Get It» y «Slow Down». Al día siguiente, interpretó el tema junto a «Birthday», «Slow Down» y «Love You like a Love Song» en el programa matutino Good Morning America, con unos pantalones holgados de cuero y una blusa negra de manga larga. El 28 de noviembre, día de Gracias, lo cantó junto a «Slow Down» y «Like a Champion» en el show de medio tiempo del juego de fútbol americano de los Dallas Cowboys.
El 12 de octubre de 2015, Gomez apareció en Today en el Rockefeller Plaza (Nueva York) para promocionar su disco Revival. Abrió su presentación con «Good for You» en un pequeño escenario en medio del público, y posteriormente subió a la tarima principal para cantar «Same Old Love» y un medley de «Me & the Rhythm» y «Come & Get It».

## Versiones y uso en los medios
El tema apareció en el vídeo promocional de la serie de ABC, Mistresses. En mayo de 2013, la actriz Coco Jones publicó un vídeo en el que bailaba una parte de «Come & Get It». En septiembre del mismo año, Josh Levi audicionó para el programa estadounidense The X Factor con una versión de «Come & Get It», la cual logró la aceptación del jurado y el público. La canción apareció en un sketch de Late Night with Jimmy Fallon, protagonizado por Fallon y Taylor Swift. Nuevamente «Come & Get It» apareció en un sketch cuando la actriz Anna Kendrick la versionó junto a «Womanizer» de Britney Spears, «We R Who We R» de Kesha y «Fancy» de Iggy Azalea, en el programa Saturday Night Live. Laura Poitras usó un fragmento del vídeo de «Come & Get It» en su documental Citizenfour (2014).

## Formatos
- Descarga digital

| «Come & Get It» — Sencillo |                 |          |  |
| N.º                        | Título          | Duración |  |
| 1.                         | «Come & Get It» | 3:51     |  |

| Come & Get It Remixes — EP |                                                |          |  |
| N.º                        | Título                                         | Duración |  |
| 1.                         | «Come & Get It» (Jump Smokers Extended Remix)  | 4:13     |  |
| 2.                         | «Come & Get It» (Robert DeLong Remix)          | 4:36     |  |
| 3.                         | «Come & Get It» (Cahill Club Remix)            | 7:05     |  |
| 4.                         | «Come & Get It» (Fred Falke Club Remix)        | 8:35     |  |
| 5.                         | «Come & Get It» (DJ M3 Mixshow Extended Remix) | 5:31     |  |
| 6.                         | «Come & Get It» (Dave Audé Club Remix)         | 6:11     |  |

## Posicionamiento en las listas

### Semanales
| País              | Lista                     | Mejor posición |      |
| 2013              | 2013                      | 2013           | 2013 |
| ----------------- | ------------------------- | -------------- | ---- |
| Alemania          | German Singles Chart      | 58             |      |
| Australia         | Australian Singles Chart  | 46             |      |
| Austria           | Ö3 Austria Top 75         | 53             |      |
| Bélgica (Flandes) | Ultratip 40               | 2              |      |
| Bélgica (Valonia) | Ultratop 50               | 15             |      |
| Canadá            | Canadian Hot 100          | 6              |      |
| Dinamarca         | Tracklisten               | 34             |      |
| Escocia           | Scottish Singles Chart    | 6              |      |
| Eslovaquia        | Radio Top 100             | 37             |      |
| España            | Spanish Singles Chart     | 40             |      |
| Estados Unidos    | Billboard Hot 100         | 6              |      |
| Estados Unidos    | Digital Songs             | 5              |      |
| Estados Unidos    | Pop Songs                 | 2              |      |
| Estados Unidos    | Radio Songs               | 6              |      |
| Estados Unidos    | Adult Pop Songs           | 17             |      |
| Estados Unidos    | Dance/Club Play Songs     | 1              |      |
| Estados Unidos    | Streaming Songs           | 4              |      |
| Finlandia         | Suomen virallinen lista   | 28             |      |
| Francia           | French Singles Chart      | 34             |      |
| Hungría           | Rádíos Top 40             | 28             |      |
| Irlanda           | Irish Singles Chart       | 6              |      |
| Líbano            | Lebanese Top 20           | 9              |      |
| México            | México Ingles Airplay     | 1              |      |
| Noruega           | Norwegian Singles Chart   | 16             |      |
| Nueva Zelanda     | New Zealand Singles Chart | 14             |      |
| Países Bajos      | Single Top 100            | 84             |      |
| Reino Unido       | UK Singles Chart          | 8              |      |
| República Checa   | Radio Top 100             | 22             |      |
| Suiza             | Swiss Single Chart        | 42             |      |

### Anuales
| Bélgica (Valonia) | Ultratop 40       | 86  |
| Canadá            | Canadian Hot 100  | 36  |
| Estados Unidos    | Billboard Hot 100 | 33  |
| Estados Unidos    | Digital Songs     | 28  |
| Estados Unidos    | Pop Songs         | 20  |
| Estados Unidos    | Radio Songs       | 42  |
| Estados Unidos    | Streaming Songs   | 28  |
| Reino Unido       | UK Singles Chart  | 144 |

### Sucesión en listas
| Predecesor: «Heart Attack» de Demi Lovato | Dance/Club Play Songs — Sencillo número uno 13 de julio de 2013 — 19 de julio de 2013          | Sucesor: «Live It Up» de Jennifer Lopez con Pitbull |
| Predecesor: «Treasure» de Bruno Mars      | México Ingles Airplay — Sencillo número uno 7 de septiembre de 2013 — 13 de septiembre de 2013 | Sucesor: «Wake Me Up!» de Avicii                    |

## Certificaciones
| País           | Organismo certificador | Certificación | Simbolización | Ref.    |
| -------------- | ---------------------- | ------------- | ------------- | ------- |
| Australia      | ARIA                   | Oro           | ●             | [ 10 ]  |
| Canadá         | CRIA                   | 2× Platino    | 2▲            | [ 11 ]  |
| Dinamarca      | IFPI — Dinamarca       | Oro           | ●             | [ 12 ]  |
| Estados Unidos | RIAA                   | 5× Platino    | 5▲            | [ 123 ] |
| México         | AMPROFON               | Oro           | ●             | [ 124 ] |
| Noruega        | IFPI — Noruega         | Platino       | ▲             | [ 14 ]  |
| Nueva Zelanda  | RIANZ                  | Oro           | ●             | [ 15 ]  |
| Reino Unido    | BPI                    | Plata         | ♦             | [ 75 ]  |

## Premios y nominaciones
El sencillo «Come & Get It» recibió varias nominaciones en distintas ceremonias de premiación. A continuación, una lista de las candidaturas que obtuvo:
| Año  | Ceremonia de premiación   | Premio                          | Resultado | Ref.            |
| ---- | ------------------------- | ------------------------------- | --------- | --------------- |
| 2013 | Teen Choice Awards        | Sencillo de artista femenina    | Nominado  | [ 125 ]         |
| 2013 | Teen Choice Awards        | Canción de ruptura              | Ganador   | [ 125 ]         |
| 2013 | MTV Video Music Awards    | Mejor vídeo pop                 | Ganador   | [ 22 ]          |
| 2013 | MTV Video Music Awards    | Mejor canción del verano        | Nominado  | [ 22 ]          |
| 2013 | YouTube Music Awards      | Vídeo del año                   | Nominado  | [ 126 ]         |
| 2013 | Vevo Certified            | Certificado Vevo +100 M visitas | Ganador   |                 |
| 2014 | Radio Disney Music Awards | Canción del año                 | Ganador   | [ 127 ]         |
| 2014 | ASCAP                     | Canción más interpretada        | Ganador   | [ 128 ]         |
| 2014 | MuchMusic Video Awards    | Vídeo internacional del año     | Nominado  | [ 129 ] [ 130 ] |
| 2014 | World Music Awards        | Mejor video mundial             | Nominada  | [ 131 ]         |
| 2014 | World Music Awards        | Mejor canción mundial           | Nominada  | [ 131 ]         |